# Hoàng Quế
Hoàng Quế là một phường thuộc tỉnh Quảng Ninh, Việt Nam.

## Địa lý
Phường Hoàng Quế nằm ở phía nam thành phố Đông Triều, có vị trí địa lý: 
- Phía đông giáp xã Hồng Thái Tây
- Phía tây giáp phường Yên Thọ
- Phía nam giáp phường Yên Đức và thành phố Hải Phòng
- Phía bắc giáp xã Tràng Lương.

Phường Hoàng Quế có diện tích 14,88 km², dân số năm 2018 là 8.914 người, mật độ dân số đạt 599 người/km².

## Hành chính
Phường Hoàng Quế được chia thành 6 khu phố: Quế Lạt, Tràng Bạch, Cổ Lễ, Nội Hoàng Đông, Nội Hoàng Tây, Hoàng Sơn.

## Lịch sử
Trước đây, Hoàng Quế là một xã thuộc huyện Đông Triều.
Ngày 11 tháng 3 năm 2015, Ủy ban Thường vụ Quốc hội ban hành Nghị quyết số 891/NQ-UBTVQH13 về việc thành lập thị xã Đông Triều thuộc tỉnh Quảng Ninh. Xã Hoàng Quế trực thuộc thị xã Đông Triều.
Ngày 11 tháng 9 năm 2019, Ủy ban Thường vụ Quốc hội ban hành Nghị quyết số 769/NQ-UBTVQH14 (nghị quyết có hiệu lực từ ngày 1 tháng 11 năm 2019). Theo đó, thành lập phường Hoàng Quế thuộc thị xã Đông Triều trên cơ sở toàn bộ 14,88 km² diện tích tự nhiên và 8.914 người của xã Hoàng Quế.
Ngày 31 tháng 3 năm 2022, HĐND tỉnh Quảng Ninh ban hành Nghị quyết số 89/NQ-HĐND về việc sáp nhập khu phố Hoàng Sơn vào khu phố Nội Hoàng Tây.
Ngày 28 tháng 9 năm 2024, Ủy ban Thường vụ Quốc hội ban hành Nghị quyết số 1199/NQ-UBTVQH15 về việc sắp xếp đơn vị hành chính cấp huyện, cấp xã của tỉnh Quảng Ninh giai đoạn 2023 – 2025 (nghị quyết có hiệu lực từ ngày 1 tháng 11 năm 2024). Theo đó, thành lập thành phố Đông Triều thuộc tỉnh Quảng Ninh. Phường Hoàng Quế trực thuộc thành phố Đông Triều.

## Giao thông
Trên địa bàn phường có quốc lộ 18 đi qua.